# 李傑 (正德進士)
李傑（1478年—？），字伯奇，號六峰，直隸應天府六合縣人，民籍，明朝政治人物。

## 生平
弘治十七年（1504年）甲子科應天鄉試第三十六名舉人，正德十二年（1517年）中式丁丑科會試第三百名，三甲第二百一十四名進士。禮部觀政，授太常寺博士，升南京刑部員外郎，嘉靖四年（1525年）七月出為廣西按察司僉事，致仕。

## 家族
曾祖李成德；祖父李瑛；父李廣，縣丞。母楊氏。永感下。兄李仁、李俊。